# كثافة عددية

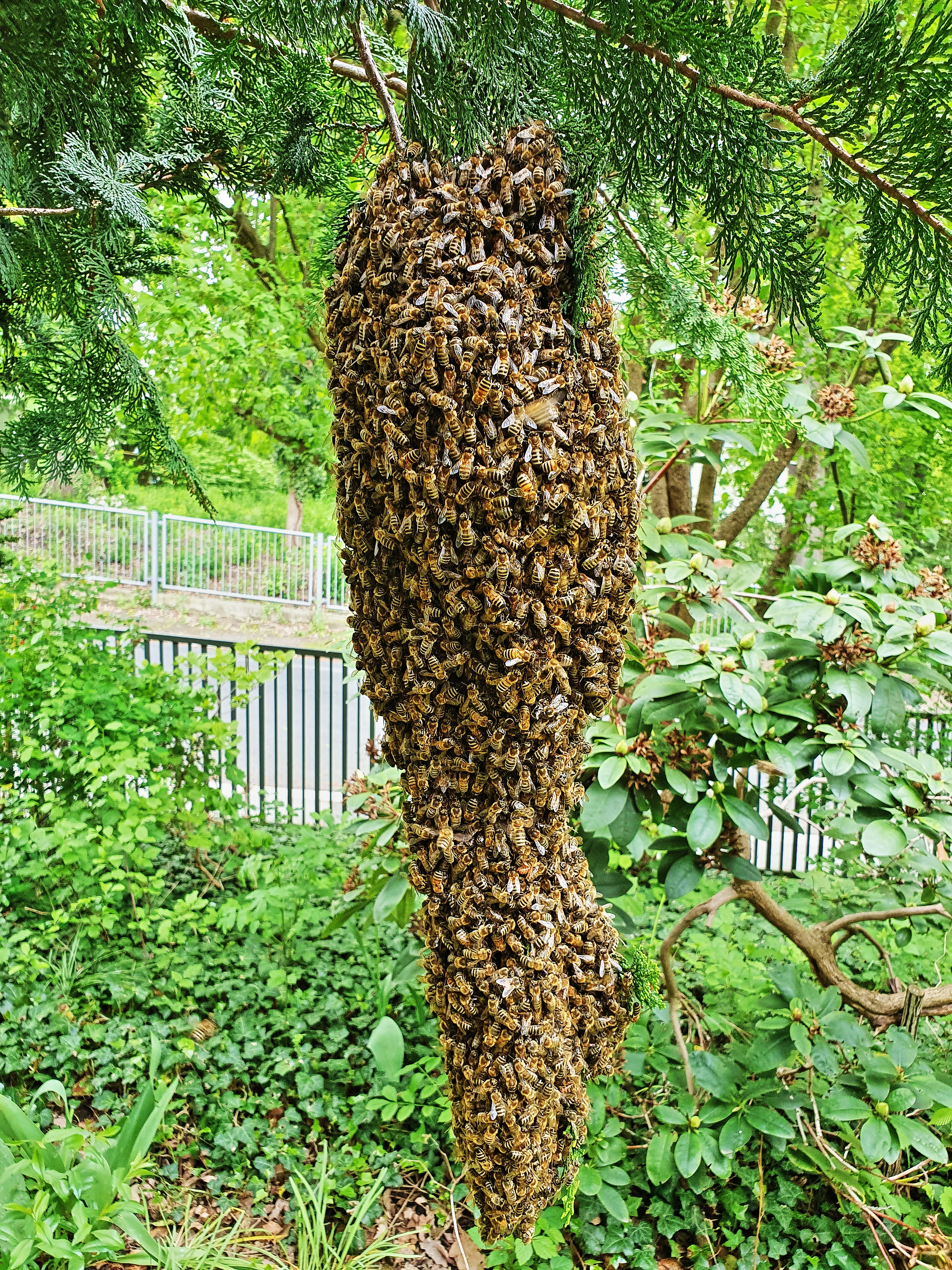
كثافة عددية مرتفعة نسبياً لطرد من النحل على جذع شجرة

الكثافة العددية (يحمل الرمز n أو ρN) هي خاصية مكثفة تستخدم من أجل وصف درجة تركيز أجسام قابلة للعد (مثل الجسيمات الأولية أو الجزيئات أو الفونونات أو الخلايا أو الكائنات الحية أو المجرّات) في الفضاءات الفيزيائية، وهي تكون ثلاثية الأبعاد في الكثافة العددية الحجمية، أو ثنائية الأبعاد في الكثافة العددية المساحية (مساحة السطح)، أو أحادية البعد في الكثافة العددية الخطية.
تعد الكثافة السكانية مثالاً على الكثافة المساحية. أما في مجال الكيمياء فيستخدم مصطلح التركيز العددي n من أجل تجنب التداخل مع مفهوم كمية المادة N.

## الكثافة العددية الحجمية
تعرف الكثافة العددية الحجمية رياضياً بأنه عدد الأجسام (أو الجسيمات) المحددة في وحدة حجم:
{\displaystyle n={\frac {N}{V}},}
حيث N العدد الكلي للأجسام (أو الجسيمات) في حجم V.